# Ninaja
Le mont Ninaja (en serbe cyrillique : Нинаја) est une montagne de Serbie située dans la chaîne du Zlatar et dans les Alpes dinariques. Son point culminant, le pic de la Ninaja, s'élève à une altitude de 1 362 m.

## Géographie
Le mont Ninaja est situé au sud-ouest de la Serbie centrale. Il est entouré par les monts Jarut au sud, Rogozna à l'ouest, Golija et Javor au nord.

## Infrastructures et localités
Le nord de la Ninaja est longé par route nationale 8, qui mène de Sjenica à Novi Pazar. Une petite route locale traverse la montagne, conduisant du village de Baćica (347 hab.) à celui de Melaje (431 hab.) et, au-delà,  à la ville de Novi Pazar ; des villages comme ceux de Kamešnica (442 hab.) au nord, Rasno (401 hab.) et Tuzinje (204 hab.) à l'ouest sont situés en bordure de la montagne,.